# 格尔拉赫峰
格尔拉赫峰（发音ⓘ）也作格尔拉霍夫斯基峰、格拉克夫卡峰，曾名斯大林峰（1949－61年），位于斯洛伐克北部上塔特拉山，海拔2655米，是斯洛伐克和喀尔巴阡山脉的最高峰。在斯洛伐克国徽上的三个蓝色的山峰图案，即代表格尔拉赫峰。